# 고도현
고도현(高道鉉, 1990년 10월 13일 ~ )는 KBO 리그 전 롯데 자이언츠의 외야수이다. 2015년 시즌 이후 보류선수 명단에서 빠지면서 방출됐다.

## 출신 학교
- 대구내당초등학교
- 경운중학교
- 대구고등학교
- 동의대학교